# Список Героев Советского Союза (Тверская область)
Список граждан Тверской области, удостоенных звания Герой Советского Союза.
- Представлены все лица, в том числе удостоенные звания несколько раз.
- Серым цветом выделены дважды Герои.
- Дни рождения указаны по новому стилю.

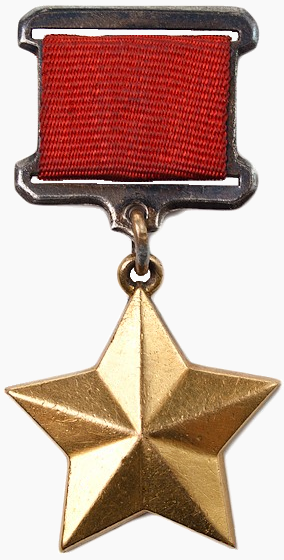
Медаль «Золотая Звезда» — вручалась Героям Советского Союза

| №   | Фамилия, имя, отчество              | Годы жизни              | Звание                                                   |
| --- | ----------------------------------- | ----------------------- | -------------------------------------------------------- |
| 1   | Абаляев, Дмитрий Петрович           | 26.10.1914 — 03.10.1986 | Полковник                                                |
| 2   | Абдуллин, Анвар Абдуллинович        | 05.06.1917 — 28.10.2002 | Старший сержант                                          |
| 3   | Авдеев, Анатолий Константинович     | 01.11.1925 — 18.06.1996 | Подполковник                                             |
| 4   | Агибалов, Михаил Павлович           | 08.11.1911 — 17.10.1941 | Капитан                                                  |
| 5   | Александров, Николай Тимофеевич     | 09.12.1925 — 22.07.2001 | Сержант                                                  |
| 6   | Александровский, Василий Степанович | 25.12.1898 — 01.11.1971 | Полковник                                                |
| 7   | Алелюхин, Алексей Васильевич        | 30.03.1920 — 29.10.1990 | Дважды Герой Советского Союза, генерал-майор авиации     |
| 8   | Андреев, Николай Фёдорович          | 22.05.1917 — 27.01.1987 | Лейтенант                                                |
| 9   | Андрианов, Василий Иванович         | 13.08.1920 — 04.05.1999 | Дважды Герой Советского Союза, генерал-лейтенант авиации |
| 10  | Анкудинов, Егор Ефремович           | 23.04.1910 — 09.09.1994 | Майор                                                    |
| 11  | Арсеньев, Николай Лаврентьевич      | 10.12.1920 — 24.03.1979 | Генерал-майор авиации                                    |
| 12  | Артамонов, Василий Васильевич       | 13.08.1926 — 23.10.1945 | Младший сержант                                          |
| 13  | Афонин, Иван Михайлович             | 20.04.1904 — 16.01.1979 | Генерал-лейтенант                                        |
| 14  | Бабанов, Дмитрий Васильевич         | 26.10.1908 — 07.03.1964 | Подполковник                                             |
| 15  | Балашов, Василий Дмитриевич         | 10.02.1921 — 11.04.1985 | Полковник                                                |
| 16  | Балашов, Иван Филиппович            | 23.01.1907 — 05.01.1984 | Генерал-майор авиации                                    |
| 17  | Баринов, Давид Маркович             | 25.06.1908 — 21.05.1990 | Генерал-лейтенант                                        |
| 18  | Барсуков, Михаил Михайлович         | 05.11.1901 — 22.09.1963 | Генерал-полковник артиллерии                             |
| 19  | Бахвалов, Василий Петрович          | 1914 — 12.05.1942       | Старший политрук                                         |
| 20  | Белов, Иван Леонович                | 22.11.1918 — 20.11.1987 | Капитан                                                  |
| 21  | Бирюков, Василий Николаевич         | 11.12.1919 — 15.01.1993 | Майор                                                    |
| 22  | Блау, Александр Александрович       | 05.02.1912 — 11.02.1988 | Майор                                                    |
| 23  | Борисов, Василий Александрович      | 12.04.1913 — 22.04.1993 | Подполковник                                             |
| 24  | Бочаров, Николай Павлович           | 10.02.1915 — 27.09.1997 | Генерал-майор                                            |
| 25  | Бросалов, Александр Никанорович     | 22.08.1920 — 22.01.1995 | Старшина                                                 |
| 26  | Быков, Василий Иванович             | 05.02.1920 — 16.11.1999 | Контр-адмирал                                            |
| 27  | Видулин, Николай Гаврилович         | 1923 — 18.01.2000       | Полковник                                                |
| 28  | Вильямсон, Александр Александрович  | 13.08.1918 — 23.11.1986 | Полковник                                                |
| 29  | Виноградов, Александр Дмитриевич    | 06.12.1922 — 20.12.1980 | Полковник                                                |
| 30  | Виноградов, Андрей Степанович       | 1905—1947               | Майор                                                    |
| 31  | Волынкин, Василий Дмитриевич        | 04.04.1913 — 10.08.1942 | Капитан                                                  |
| 32  | Воробьёв, Яков Степанович           | 21.03.1900 — 20.03.1965 | Генерал-лейтенант                                        |
| 33  | Габайдулин, Геннадий Габайдулович   | 15.06.1914 — 14.05.1981 | Старший лейтенант                                        |
| 34  | Гавриленко, Александр Гаврилович    | 20.08.1920 — 26.09.1943 | Гвардии лейтенант                                        |
| 35  | Гамзатов, Магомед Юсупович          | 05.05.1910 — 05.09.1976 | Подполковник                                             |
| 36  | Голоулин, Василий Николаевич        | 01.01.1912 — 04.07.1976 | Старший сержант                                          |
| 37  | Горобец, Степан Христофорович       | 1913 — 02.02.1942       | Младший лейтенант                                        |
| 38  | Городничев, Николай Павлович        | 28.08.1915 — 01.03.1943 | Майор                                                    |
| 39  | Горячев, Иван Михайлович            | 1933 — 09.11.1956       | Старший сержант                                          |
| 40  | Григорьев, Илья Леонович            | 15.07.1922 — 01.05.1994 | Лейтенант                                                |
| 41  | Громов, Михаил Михайлович           | 24.02.1899 — 22.01.1985 | Генерал-полковник авиации                                |
| 42  | Гуданов, Александр Никитович        | 25.03.1923 — 18.05.1982 | Старший лейтенант                                        |
| 43  | Доронин, Василий Александрович      | 25.12.1917 — 17.01.1985 | Полковник                                                |
| 44  | Дружинин, Михаил Иванович           | 15.09.1920 — 31.03.1996 | Генерал-полковник                                        |
| 45  | Ерлыкин, Евгений Ефимович           | 24.12.1909 — 18.04.1969 | Генерал-майор авиации                                    |
| 46  | Ершов, Василий Александрович        | 14.01.1920 — 21.12.1972 | Рядовой                                                  |
| 47  | Ефремов, Василий Васильевич         | 01.03.1914 — 28.10.2002 | Полковник                                                |
| 48  | Ефимов, Вячеслав Борисович          | 1923 — 12.05.1943       | Младший сержант                                          |
| 49  | Жуков, Иван Михайлович              | 1906 — 03.1954          | Старший сержант                                          |
| 50  | Журавлёв, Иван Петрович             | 19.10.1905 — 03.05.1989 | Генерал-лейтенант авиации                                |
| 51  | Задорожный, Владимир Владимирович   | 22.08.1955 — 1985       | Старший лейтенант                                        |
| 52  | Залевский, Владимир Николаевич      | 15.07.1918 — 05.07.1943 | Лейтенант                                                |
| 53  | Захаров, Матвей Васильевич          | 17.08.1898 — 31.01.1972 | Дважды Герой Советского Союза, Маршал Советского Союза   |
| 54  | Зашибалов, Михаил Арсентьевич       | 21.11.1898 — 20.08.1986 | Генерал-майор                                            |
| 55  | Звонарёв, Степан Демидович          | 1916 — 26.10.1959       | Сержант                                                  |
| 56  | Зудилов, Иван Сергеевич             | 08.06.1919 — 07.10.1980 | Полковник                                                |
| 57  | Иванов, Александр Иванович          | 1923—1989               | Майор                                                    |
| 58  | Иванов, Александр Иванович          | 1923 — 03.02.1945       | Младший лейтенант                                        |
| 59  | Иванов, Сергей Сергеевич            | 01.09.1921 — 30.09.1961 | Лейтенант                                                |
| 60  | Карелин, Иван Вячеславович          | 19.06.1924 — 14.05.2001 | Капитан                                                  |
| 61  | Карымов, Салават Хакимович          | 15.09.1914 — 11.05.1986 | Майор                                                    |
| 62  | Каторжный, Иван Павлович            | 11.09.1920 — 15.11.1982 | Полковник                                                |
| 63  | Катухин, Пётр Семёнович             | 12.07.1918 — 16.07.1990 | Старший сержант                                          |
| 64  | Кельпш, Георгий Францевич           | 1920 — 08.02.1945       | Сержант                                                  |
| 65  | Клещёв, Иван Иванович               | 26.01.1918 — 31.12.1942 | Майор                                                    |
| 66  | Ковтюлев, Дмитрий Филиппович        | 07.11.1918 — 01.10.1945 | Капитан                                                  |
| 67  | Козлов, Виктор Михайлович           | 25.12.1919 — 29.11.1993 | Полковник                                                |
| 68  | Кокшаров, Иван Иванович             | 06.09.1919 — 04.07.2004 | Старший сержант                                          |
| 69  | Комаров, Виктор Степанович          | 13.02.1918 — 09.09.1945 | Майор                                                    |
| 70  | Кондратюк, Александр Александрович  | 27.08.1916 — 23.05.1994 | Полковник                                                |
| 71  | Коновалов, Сергей Иванович          | 15.02.1920 — 25.02.1975 | Полковник                                                |
| 72  | Коробков, Павел Терентьевич         | 05.10.1909 — 12.04.1978 | Генерал-майор авиации                                    |
| 73  | Королёв, Фёдор Филиппович           | 19.02.1924 — 12.05.1980 | Полковник                                                |
| 74  | Кочетов, Иван Данилович             | 06.1917 — 14.05.1943    | Старший лейтенант                                        |
| 75  | Кошелев, Николай Васильевич         | 08.07.1899 — 22.10.1960 | Полковник                                                |
| 76  | Красавин, Константин Алексеевич     | 20.05.1917 — 01.1988    | Подполковник                                             |
| 77  | Кубарев, Василий Николаевич         | 30.01.1918 — 17.11.2006 | Генерал-полковник авиации                                |
| 78  | Кузнецов, Александр Алексеевич      | 23.04.1904 — 07.08.1966 | Генерал-лейтенант авиации                                |
| 79  | Кузнецов, Дмитрий Игнатьевич        | 08.02.1903 — 28.07.1941 | Майор                                                    |
| 80  | Кузнецов, Иван Петрович             | 1922 — 18.01.1981       | Лейтенант                                                |
| 81  | Кузнецов, Михаил Петрович           | 14.11.1923 — 02.02.1990 | Полковник                                                |
| 82  | Кузов, Демьян Васильевич            | 01.11.1909 — 06.05.1979 | Подполковник                                             |
| 83  | Куликов, Иван Николаевич            | 1925 — 16.01.1944       | Рядовой                                                  |
| 84  | Курдов, Николай Тимофеевич          | 15.02.1896 — 01.11.1971 | Старший сержант                                          |
| 85  | Кустов, Игорь Ефремович             | 07.06.1921 — 22.12.1943 | Старший лейтенант                                        |
| 86  | Кухарев, Григорий Никанорович       | 29.10.1918 — 25.11.1984 | Полковник                                                |
| 87  | Лавейкин, Иван Павлович             | 02.08.1921 — 02.12.1986 | Генерал-майор авиации                                    |
| 88  | Логинов, Сергей Дмитриевич          | 28.09.1908 — 03.06.1992 | Капитан                                                  |
| 89  | Лукин, Михаил Алексеевич            | 01.12.1907 — 17.10.1941 | Майор                                                    |
| 90  | Макаров, Олег Григорьевич           | 06.01.1933 — 28.05.2003 | Дважды Герой Советского Союза, лётчик-космонавт          |
| 91  | Макаров, Сергей Васильевич          | 08.05.1919 — 10.02.1942 | Лейтенант                                                |
| 92  | Маковский, Иосиф Исаакович          | 10.10.1918 — 24.12.1986 | Полковник                                                |
| 93  | Манохин, Александр Николаевич       | 08.07.1920 — 26.01.1995 | Полковник                                                |
| 94  | Масленников, Николай Петрович       | 03.05.1920 — 09.01.2001 | Полковник                                                |
| 95  | Мещеряков, Иван Иванович            | 03.09.1908 — 08.02.1942 | Капитан                                                  |
| 96  | Мигунов, Василий Васильевич         | 19.02.1918 — 31.03.1942 | Старший лейтенант                                        |
| 97  | Михайлов, Михаил Антонович          | 25.10.1916 — 12.06.1986 | Младший лейтенант                                        |
| 98  | Мишанов, Николай Дмитриевич         | 01.12.1918 — 22.07.1983 | Полковник                                                |
| 99  | Моисеенко, Григорий Яковлевич       | 1907 — 26.02.1942       | Политрук                                                 |
| 100 | Морозов, Фотий Яковлевич            | 27.12.1919 — 08.01.1984 | Полковник                                                |
| 101 | Мусинский, Николай Степанович       | 18.04.1921 — 28.10.1965 | Майор                                                    |
| 102 | Никаноров, Михаил Иванович          | 25.06.1925 — 17.04.1983 | Младший сержант                                          |
| 103 | Новиков, Александр Евдокимович      | 27.10.1922 — 09.03.1942 | Старшина                                                 |
| 104 | Новиков, Василий Васильевич         | 28.07.1898 — 23.10.1965 | Генерал-лейтенант танковых войск                         |
| 105 | Огарков, Николай Васильевич         | 30.10.1917 — 23.01.1994 | Маршал Советского Союза                                  |
| 106 | Октябрьский, Филипп Сергеевич       | 12.10.1899 — 08.07.1969 | Адмирал                                                  |
| 107 | Падерин, Яков Николаевич            | 09.12.1901 — 27.12.1941 | Рядовой                                                  |
| 108 | Пейсаховский, Наум Григорьевич      | 10.04.1909 — 24.08.1999 | Полковник                                                |
| 109 | Песков, Павел Ильич                 | 26.01.1918 — 05.1988    | Генерал-майор авиации                                    |
| 110 | Пивнюк, Николай Владимирович        | 05.09.1917 — 30.10.1976 | Подполковник                                             |
| 111 | Пичугин, Евгений Иванович           | 17.01.1922 — 19.03.1942 | Младший лейтенант                                        |
| 112 | Покровский, Николай Прокофьевич     | 09.05.1909 — 04.08.1976 | Полковник                                                |
| 113 | Половченя, Гавриил Антонович        | 01.05.1907 — 04.06.1988 | Подполковник                                             |
| 114 | Полозов, Константин Николаевич      | 26.06.1914 — 10.09.1977 | Старший лейтенант                                        |
| 115 | Пономарёв, Алексей Дмитриевич       | 1902—1947               | Младший сержант                                          |
| 116 | Прытков, Даниил Алексеевич          | 05.10.1912 — 19.02.1952 | Рядовой                                                  |
| 117 | Раков, Василий Иванович             | 08.02.1909 — 28.12.1996 | Дважды Герой Советского Союза, генерал-майор авиации     |
| 118 | Родин, Алексей Григорьевич          | 17.02.1902 — 27.05.1955 | Генерал-полковник                                        |
| 119 | Ротмистров, Павел Алексеевич        | 06.07.1901 — 06.04.1982 | Главный маршал бронетанковых войск                       |
| 120 | Рудаков, Николай Яковлевич          | 23.10.1906 — 29.08.1977 | Полковник                                                |
| 121 | Румянцев, Иван Васильевич           | 23.10.1922 — 03.05.1984 | Младший сержант                                          |
| 122 | Румянцев, Михаил Ильич              | 16.09.1916 — 04.02.1967 | Подполковник                                             |
| 123 | Савельев, Василий Антонович         | 29.12.1918 — 13.05.1985 | Полковник                                                |
| 124 | Савостьянов, Сергей Иванович        | 06.10.1907 — 03.09.1987 | Младший лейтенант                                        |
| 125 | Семёнов, Александр Фёдорович        | 07.04.1912 — 13.02.1979 | Генерал-лейтенант авиации                                |
| 126 | Сергеев, Василий Дмитриевич         | 02.04.1922 — 24.05.1970 | Старший лейтенант                                        |
| 127 | Сергеев, Пётр Петрович              | 16.06.1915 — 30.09.1969 | Капитан                                                  |
| 128 | Смирнов, Алексей Семёнович          | 07.02.1917 — 07.08.1987 | Дважды Герой Советского Союза, полковник                 |
| 129 | Смирнов, Сергей Иванович            | 01.10.1920 — 25.12.1984 | Подполковник                                             |
| 130 | Смирнова, Мария Васильевна          | 31.03.1920 — 10.07.2002 | Майор                                                    |
| 131 | Соколов, Анатолий Михайлович        | 02.12.1911 — 25.01.1942 | Батальонный комиссар                                     |
| 132 | Соколов, Михаил Егорович            | 24.01.1923 — 11.11.1993 | Полковник                                                |
| 133 | Соловьёв, Алексей Дмитриевич        | 30.03.1934 — 09.11.1956 | Сержант                                                  |
| 134 | Соловьёв, Иван Владимирович         | 04.02.1908 — 19.12.1971 | Генерал-майор                                            |
| 135 | Струков, Иван Михайлович            | 10.05.1912 — 13.09.1961 | Сержант                                                  |
| 136 | Сучков, Александр Тимофеевич        | 1913 — 01.07.1965       | Старшина                                                 |
| 137 | Тверитинов, Дмитрий Иванович        | 07.11.1923 — 1953       | Капитан                                                  |
| 138 | Тихонов, Николай Викторович         | 04.12.1914 — 10.09.1943 | Капитан                                                  |
| 139 | Усанов, Константин Яковлевич        | 04.11.1914 — 13.08.1944 | Капитан                                                  |
| 140 | Усков, Василий Михайлович           | 30.01.1911 — 15.03.2006 | Генерал-майор авиации                                    |
| 141 | Ушаков, Сергей Фёдорович            | 11.06.1908 — 14.03.1986 | Генерал-полковник авиации                                |
| 142 | Фак, Фёдор Кузьмич                  | 13.09.1913 — 27.12.1974 | Подполковник                                             |
| 143 | Фёдоров, Иван Васильевич            | 21.09.1920 — 28.08.2000 | Генерал-майор авиации                                    |
| 144 | Фроленков, Андрей Григорьевич       | 14.09.1904 — 01.10.1965 | Генерал-лейтенант                                        |
| 145 | Хвостунов, Андрей Григорьевич       | 27.10.1919 — 08.1989    | Полковник                                                |
| 146 | Хитрин, Василий Алексеевич          | 08.03.1912 — 18.10.1941 | Старший лейтенант                                        |
| 147 | Холобцев, Иван Иванович             | 16.08.1916 — 31.10.1969 | Полковник                                                |
| 148 | Цивчинский, Виктор Гаврилович       | 22.11.1906 — 30.05.1961 | Полковник                                                |
| 149 | Чайкина, Елизавета Ивановна         | 28.08.1918 — 22.11.1941 | Секретарь подпольного райкома комсомола                  |
| 150 | Чистяков, Иван Михайлович           | 27.09.1900 — 07.03.1979 | Генерал-полковник                                        |
| 151 | Чистяков, Михаил Васильевич         | 11.11.1915 — 22.09.1964 | Старшина                                                 |
| 152 | Чупин, Алексей Михайлович           | 1913 — 25.06.1971       | Сержант                                                  |
| 153 | Шайкин, Павел Кондратьевич          | 25.01.1914 — 13.09.1989 | Майор                                                    |
| 154 | Шапшаев, Иван Леонтьевич            | 1910 — 02.10.1967       | Подполковник                                             |
| 155 | Шаталкин, Александр Васильевич      | 19.02.1924 — 26.12.1946 | Сержант                                                  |
| 156 | Шевляков, Николай Степанович        | 1913 — 25.12.1941       | Младший лейтенант                                        |
| 157 | Шикунов, Павел Егорович             | 1912 — 14.01.1945       | Сержант                                                  |
| 158 | Шлёмин, Иван Тимофеевич             | 21.03.1898 — 10.01.1969 | Генерал-лейтенант                                        |
| 159 | Шпилько, Павел Иванович             | 30.08.1912 — 24.03.1968 | Майор                                                    |
| 160 | Щеглов, Афанасий Фёдорович          | 1912 — 28.01.1995       | Генерал армии                                            |
| 161 | Югалов, Иван Петрович               | 09.04.1924 — 21.07.1977 | Старший сержант                                          |